# Карапузики пухлоспинные
Карапузики пухлоспинные (лат. Plegaderus) — род жуков-карапузиков из подсемейства Abraeinae.

## Описание
Переднеспинка по бокам с каждой стороны со вздутым валиком, близ середины с поперечной бороздкой.

## Виды
Некоторые виды рода:
- Plegaderus adonis Marseul, 1876
- Plegaderus caesus (Herbst, 1792)
- Plegaderus discisus Erichson, 1839
- Plegaderus dissectus Erichson, 1839
- Plegaderus otti Marseul, 1856
- Plegaderus sanatus
- Plegaderus saucius Erichson, 1834
- Plegaderus vulneratus (Panzer, 1792)